# Арбанашка планина
Арбанашка планина налази се недалеко од Пролом бање, Ђавоље вароши, Проломске и Радан планине. Највиши врх Арбанашке планине зове се Вијогор и сеже до 1 127 m надморске висине. Други по висини је врх Самар (1 008 m). 
До Арбанашке планине може се доћи када се крене на исток из Пролом бање, узводно Проломском реком, путем који као јачи колски пут иде левом страном реке. Најбоља варијанта успона до највишег врха је да се убрзо након скретнице за цркву Лазарицу, пре првог моста, крене стазом лево која се пење шумовитом стрмином потока ка кућама у Кокановиће, па даље путем за Власово, са кога је доступан Вијегор. Вијегор је делом шумовит и не баш отворених видика. Назив је добио по томе што се на њему заиста вије горско дрвеће.